# Meladroma
Meladroma es un  género de coleópteros adéfagos de la familia Carabidae.

## Especies
Comprende las siguientes especies:
- Meladroma angustata Basilewsky, 1970
- Meladroma informicollis Liebke, 1928
- Meladroma katangensis Burgeon, 1937
- Meladroma umbraculata (Fabricius, 1801)